# 泽兰图书馆
泽兰图书馆（荷蘭語：Zeeuwse Bibliotheek）是位於荷蘭澤蘭省米德爾堡的省立公共圖書館，同時也是羅斯福大學的學術圖書館。建立於1985年。
圖書館擁有180名工作人員，每年可借出約620,000冊。

## 外部連結
- 泽兰图书馆 （页面存档备份，存于）

51°29′47″N 3°36′57″E / 51.4963°N 3.6158°E